# La pazienza di Maigret
La pazienza di Maigret (titolo originale La Patience de Maigret) è un romanzo di Georges Simenon con protagonista il commissario Maigret, il sessantaquattresimo della serie dedicata al celebre investigatore.
Il romanzo fu scritto dal 25 febbraio al 9 marzo 1965 a Epalinges, cantone di Vaud, in Svizzera. Uscito a puntate come feuilleton sul quotidiano Le Figaro, dal 29 novembre al 24 dicembre 1965, fu pubblicato contemporaneamente il 15 novembre dello stesso anno in Francia presso l'editore Presses de la Cité.
Il romanzo si svolge a Parigi (rue des Acacias, rue Fontaine). L'azione ha luogo nel 1960: l'inchiesta parte il lunedì 7 e martedì 8 luglio, che corrisponderebbero al 1958. Maigret ha quasi 53 anni, a due anni circa dal suo pensionamento. Si fa riferimento al bombardamento di Douai nel 1940.
L'indagine si svolge quasi interamente in un unico edificio di rue des Acacias dove Maigret ha tuttavia l'impressione di viaggiare in “una sorta di Parigi condensata”.

## Trama
Solo dieci giorni dopo aver arrestato un dentista di rue des Acacias, Maigret si trova di nuovo in quella strada per investigare sulla morte di Manuel Palmari, un criminale corso che conosce da 20 anni, e che sa essere stato a capo di una banda di ladri e falsari di gioielli, ma sul quale non ha mai potuto raccogliere sufficienti prove per accusarlo.
Questo personaggio in passato è stato anche informatore della polizia e ha perso le due gambe in seguito a un regolamento di conti. Aline, la sua amante, sostiene di essere stata fuori a fare compere durante l'omicidio, e questo probabilmente è vero perché era sorvegliata. Maigret interroga gli abitanti del palazzo, poi con Lapointe va al Club Doré, un ristorante frequentato da Palmari (una volta era suo) e altri del suo giro, di proprietà di Jean-Loup Pernelle, il quale gli dice che Palmari aveva un hotel, ma non voleva si sapesse quale. Poi nota un certo signor Louis e lascia Lapointe a tenerlo d'occhio. In effetti, appena Maigret esce, l'uomo si precipita a telefonare a qualcuno e Lapointe riesce a vedere la maggior parte dei numeri che compone. Scopriranno che ha chiamato Fernand Barillard, rappresentante di scatole di lusso, complice di Palmari che dopo il taglio e la trasformazione dei gioielli rubati prepara le confezioni perché sembrino nuovi.
Per quanto riguarda i furti, invece, Palmari faceva arrivare dalla provincia qualche giovane irrequieto e incensurato, che poi rispediva indietro senza dargli modo di capire da chi fosse comandato, in modo che se fosse stato preso non potesse rivelare granché. I diamanti venivano tagliati da un certo Krulak, un ebreo soprannominato Jef Claes, da quando si era fatto passare per nonno di una ragazza orfana chiamata appunto Mina Claes, la quale poi era diventata la moglie di Barillard. Maigret va all'hotel di Palmari, che in realtà non è suo, ma di Aline, a cui lui intesta diverse proprietà e, innamorato com'è, l'ha resa indipendente e capace, magari con l'aiuto di Barillard, di disfarsi di lui. In effetti, questo è ciò che Maigret dice loro in separata sede, facendoli friggere ognuno per conto proprio, aggiungendo anche che sa che i due sono amanti. A forza di pazienza, Maigret riesce a scoprire che sono stati davvero loro, e che anche Claes è stato ucciso, impiccato nella sua bottega. Il giudice poi deciderà chi è materialmente responsabile, per Maigret l'inchiesta è finita.

## Adattamenti

### Televisione
- Nell'episodio dal titolo Het geduld van Maigret, trasmesso per la prima volta il 6 giugno 1967, terzo della seconda serie olandese con Jan Teulings nel ruolo del commissario Maigret.
- In tre puntate con il titolo Maigret e i diamanti nella terza stagione della serie RAI Le inchieste del commissario Maigret, diretta da Mario Landi, con Gino Cervi trasmesse il 19 maggio, il 26 maggio e il 2 giugno 1968.
- Nell'episodio dal titolo La patience de Maigret, facente parte della serie televisiva Les enquêtes du commissaire Maigret per la regia di Alain Boudet, trasmesso per la prima volta su Antenne 2 il 25 aprile 1984, con Jean Richard nel ruolo del commissario Maigret.
- Nell'episodio dal titolo The Patience of Maigret, della serie televisiva britannica Maigret, trasmesso il 9 febbraio 1992, per la regia di James Cellan Jones e con Michael Gambon nel ruolo del commissario Maigret.
- Nell'episodio dal titolo La Patience de Maigret, facente parte della serie televisiva Il commissario Maigret per la regia di Andrzej Kostenko, trasmesso per la prima volta su France 2 il 15 aprile 1994, con Bruno Cremer nel ruolo del commissario Maigret. In Italia l'episodio è apparso col titolo Maigret e il ladro di gioielli.

## Edizioni italiane
- La pazienza di Maigret, traduzione di Elena Cantini, Collana Le inchieste del commissario Maigret n° 48, Milano, Mondadori, 1968.[2]
- La pazienza di Maigret, traduzione di Margherita Belardetti, Collana gli Adelphi. Le inchieste n° 350, Milano, Adelphi, 2009, ISBN 978-88-459-2403-3.
- in  I Maigret 13, Collana Maigret, Milano, Adelphi, 2016, ISBN 978-88-459-3098-0. - nuova ed., Adelphi, 2019, ISBN 978-88-459-3385-1.